# 栄町 (室蘭市)
栄町（さかえちょう）は北海道室蘭市の地名。栄町一丁目から二丁目の町がある。住居表示実施済み。郵便番号は051-0014。かつて同名の字が存在した。

## 地理
室蘭市の南部に位置し、北に本町、東に山手町、南に舟見町と接し、西は内浦湾に面する。

### 海洋
- 内浦湾

## 地域の特徴
室蘭市の都市計画マスタープランでは蘭西地域に属する。
町域の東寄りを北海道道919号中央東線が縦断し、そこから西に向かって上り勾配となっている。

一丁目に室蘭栄町郵便局、二丁目に常盤保育所，室蘭市武揚体育館がある。

## 歴史
1901年（明治34年）、当地に室蘭区裁判所が建設され、戦後地裁乙号支部、1956年（昭和31年）甲号支部と昇格するが、1960年（昭和45年）日の出町1丁目に移転した。
また、現在武揚体育館のある一角には、かつて1917年（大正6年）創立の室蘭中学校があり、戦後室蘭高校、室蘭栄高校と改称した。当校が1964年（昭和33年）に東町に移転後、跡地に常盤小学校が新築されるが、1968年には緑町の北辰中学校跡地へ移転、跡地に武揚小学校が移転した。当校は2015年（平成27年）に閉校となったが、体育館だけが残された。

### 地名の由来
字名改正時に佳名として選ばれた。

### 沿革
- 1922年（大正11年）4月1日 - 字名改正により本町（大字）の一部が栄町（字）となり、本町（大字）を廃止[5][7]。
- 1922年（大正11年）8月1日 - 市制施行により室蘭区栄町（字）は室蘭市栄町（字）となる[8]。
- 1966年（昭和41年）7月1日 - 栄町一丁目 - 二丁目新設[5][9]。

### 町名の変遷
| 実施内容          | 実施年月日               | 実施後     | 実施前                           |
| ----------------- | ------------------------ | ---------- | -------------------------------- |
| 字名改正          | 1922年（大正11年）4月1日 | 栄町（字） | 本町（大字）の一部               |
| 町名新設 住居表示 | 1966年（昭和41年）7月1日 | 栄町一丁目 | 栄町（字）の一部                 |
| 町名新設 住居表示 | 1966年（昭和41年）7月1日 | 栄町二丁目 | 栄町（字）・舟見町（字）の各一部 |

## 世帯数と人口
2023年（令和5年）12月31日現在（室蘭市発表）の世帯数と人口は以下の通りである。
| 町         | 世帯数  | 人口  |
| ---------- | ------- | ----- |
| 栄町一丁目 | 181世帯 | 328人 |
| 栄町二丁目 | 125世帯 | 296人 |
| 計         | 306世帯 | 624人 |

### 人口の変遷
国勢調査による人口の推移。
| 1995年（平成7年）  | 745人 | [ 11 ] |  |
| 2000年（平成12年） | 672人 | [ 12 ] |  |
| 2005年（平成17年） | 604人 | [ 13 ] |  |
| 2010年（平成22年） | 534人 | [ 14 ] |  |
| 2015年（平成27年） | 475人 | [ 15 ] |  |
| 2020年（令和2年）  | 649人 | [ 16 ] |  |

### 世帯数の変遷
国勢調査による世帯数の推移。
| 1995年（平成7年）  | 330世帯 | [ 11 ] |  |
| 2000年（平成12年） | 309世帯 | [ 12 ] |  |
| 2005年（平成17年） | 298世帯 | [ 13 ] |  |
| 2010年（平成22年） | 271世帯 | [ 14 ] |  |
| 2015年（平成27年） | 252世帯 | [ 15 ] |  |
| 2020年（令和2年）  | 294世帯 | [ 16 ] |  |

## 学区
市立小・中学校に通う場合、学区は以下の通りとなる。
| 丁目       | 街区 | 小学校               | 中学校               |
| ---------- | ---- | -------------------- | -------------------- |
| 栄町一丁目 | 全域 | 室蘭市立みなと小学校 | 室蘭市立室蘭西中学校 |
| 栄町二丁目 | 全域 | 室蘭市立みなと小学校 | 室蘭市立室蘭西中学校 |

## 交通

### 道路
- 北海道道919号中央東線

## 施設

### 公共施設
- 室蘭市武揚体育館

### 金融機関
- 室蘭栄町郵便局

### 社会福祉施設
- 常盤保育所

### 公園
- モン・パリ栄町公園